# Copa Perú 2017
La Copa Perú 2017, por razones de patrocinio como Copa Perú LC Perú 2017, fue la edición número 45 de la Copa Perú, y la primera y única bajo el patrocinio de LC Perú. El torneo empezó a finales de 2016 y finalizó en diciembre de 2017.
La organización, control y desarrollo del torneo está a cargo de la Comisión Nacional de Fútbol Aficionado del Perú (Conafa), bajo supervisión de la Federación Peruana de Fútbol (FPF).
La empresa Matchvision demandó a la FPF por el uso del Formato de zonas en esta edición debido a que esta última no contaba con la autorización para su uso.

## Formato
El torneo consta de dos fases: una interna compuesta a su vez por las etapas distrital, provincial y departamental; y una nacional compuesta por una fase regular, tres rondas eliminatorias y un cuadrangular final.
Para la Etapa nacional, se usa el Formato de zonas, creado por Matchvision, al igual que en la edición 2015 y 2016. Sin embargo, en esta edición la FPF organiza el torneo sin autorización de la compañía.
El campeón del torneo ascenderá al Torneo Descentralizado 2018, mientras que el subcampeón ascenderá a la Segunda División 2018.
El creador de este formato es el chileno Leandro A. Shara

## Equipos participantes
En el torneo podrán participar todos los equipos debidamente afiliados a través de sus ligas distritales. Se espera en promedio unos 20 000 equipos en la fase interna y 50 (2 por cada departamento) en la fase nacional.

### Ascensos y descensos
| Pos. | Descendidos de Segunda División 2016 |
| ---- | ------------------------------------ |
| 7    | Alianza Universidad                  |
| 15   | Atlético Torino                      |
| 16   | Unión Tarapoto                       |

| Pos. | Ascendido de Copa Perú 2016 |
| ---- | --------------------------- |
| 1    | Sport Rosario               |
| 2    | Deportivo Hualgayoc         |

## Etapas internas

### Etapa distrital
Se empezó a jugar desde el mediados de noviembre de 2016 y terminó en la primera semana de mayo de 2017, en cada una de las ligas distritales de todo el país. En todas la ligas los equipos participantes se enfrentaron entre sí dos veces (ida y vuelta) bajo el sistema de todos contra todos. En las ligas que contaron con 6 o hasta un máximo de 10 equipos los campeones y subcampeones se clasificaron para la Etapa provincial; mientras que en las que contaron con 5 equipos o menos solo el campeón se clasificó para la Etapa provincial. Los problemas de control en el torneo se hicieron notorios gracias a algunas denuncias.

### Etapa provincial
Se jugó desde la segunda semana de mayo hasta la cuarta semana de junio, dentro de cada una de las provincias del país. Esta etapa se jugó en dos fases, una fase de grupos y otra de eliminación directa. Los campeones y subcampeones se clasificaron para la Etapa departamental. Al igual que en ediciones anteriores, hubo denuncias sobre malos manejos en el desarrollo de esta etapa.

### Etapa departamental
Se jugó desde la primera semana de julio hasta la tercera semana de agosto. Esta etapa se jugó en dos fases, una fase de grupos y otra de eliminación directa. Los campeones y subcampeones se clasificaron para la Etapa nacional. Los equipos no clasificados volvieron a sus ligas de origen, por lo que empezarán la Copa Perú 2018 en la Etapa distrital. Los equipos descendidos de Segunda División Peruana 2016  empezaron su participación en esta etapa, entrando como un campeón provincial más.
Los estadios que albergaron esta etapa cumplieron con los requisitos de tener un cerco perimétrico y una capacidad mínima para 1000 personas sentadas.

## Etapa nacional
Se juega desde la cuarta semana de agosto hasta la segunda semana de diciembre. Esta etapa está constituida por 6 fases.
El uso del formato de zonas por parte de la FPF ha sido denunciado por la empresa Matchvision, la cual alude que la FPF no cuenta con la autorización para su uso en esta edición (a diferencia de las ediciones 2015 y 2016). A pesar de esto el formato se ha usado para determinar los partidos de la Fase regular y también para el ordenamiento de los clubes en la tabla de posiciones. 
- Fase regular, donde se desarrollaron los cruces zonales y los clubes se ordenaron en una tabla de posiciones. Los 8 primeros de esta tabla se clasificaron de manera directa a la Segunda ronda, mientras que los ubicados entre las posiciones 9 y 25 se clasificaron a la Primera ronda.
- Primera ronda, donde los equipos ubicados entre los puestos 9 y 25 se emparejaron en 8 llaves, las cuales se jugarán a doble partido. El ganador de cada llave se clasificará a la Segunda ronda.
- Segunda ronda, donde los clasificados de la Primera ronda se sumarán a los 8 primeros clasificados de la Fase regular. Estos equipos se emparejarán en 8 llaves, las cuales se jugarán igual que las de la Primera ronda. Los ganadores se clasificarán para la Tercera ronda.
- Tercera ronda, donde los 8 ganadores de la Segunda ronda se emparejarán en cuatro llaves que se jugarán igual que las anteriores. Los ganadores se clasificarán para el Cuadrangular final.
- Cuadrangular final, donde los cuatro clasificados se enfrentarán entre sí una vez mediante el sistema de todos contra todos, totalizando 3 partidos cada uno. Al término de la tercera jornada el primer clasificado se proclamará campeón y ascenderá al Torneo Descentralizado 2018, mientras que el segundo clasificado conseguirá ascender a la Segunda División de Perú 2018.

### Fase regular
En esta fase los 50 equipos clasificados jugaron seis partidos contra rivales de cercanía geográfica basados en el Formato de zonas, desarrollado por Matchvision. Al final de las 6 fechas los 8 primeros se clasificaron para la Segunda ronda, mientras que los ubicados entre las posiciones 9 y 24 se clasificaron para la Primera ronda.
1. Mayor cantidad de puntos.
2. Puntos relativos (actualmente el uso de este criterio ha provocado una denuncia por parte de la empresa Matchvision a la Federación Peruana de Fútbol)[1]
3. Mejor diferencia de goles.
4. Mayor cantidad de goles a favor.
5. Mejor campaña de visita utilizando los mismos criterios solo para los partidos en esa condición:
  1. Mayor cantidad de puntos logrados de visita.
  2. Mejor diferencia de goles logrados de visita.
  3. Mayor cantidad de goles a favor en sus partidos de visita.
6. Puntos logrados en el primer tiempo: Considerando como resultado final solo el resultado de los primeros tiempos.
7. Sorteo

#### Equipos participantes
| Departamento  | Pos. | Club                         | Distrito            | Entrenador           | Estadio                             |
| ------------- | ---- | ---------------------------- | ------------------- | -------------------- | ----------------------------------- |
| Amazonas      | 1.°  | Unión Santo Domingo          | Chachapoyas         | Juan Miguel Pérez    | Gran Kuélap                         |
| Amazonas      | 2.°  | Deportivo Sachapuyos         | Chachapoyas         | Jaime Carrión        | Gran Kuélap                         |
| Áncash        | 1.°  | José Gálvez                  | Chimbote            | Roberto Arrelucea    | Manuel Rivera Sánchez               |
| Áncash        | 2.°  | Alianza Vicos                | Marcará             | Norberto Cruz        | Carlos Mejía Reyes                  |
| Apurímac      | 1.°  | José María Arguedas          | Andahuaylas         | Juan Carlos Sandi    | Los Chankas                         |
| Apurímac      | 2.°  | Miguel Grau                  | Abancay             | Javier Atoche        | Municipal Maucacalle                |
| Arequipa      | 1.°  | Escuela Municipal Binacional | Paucarpata          | Luis Flores          | Monumental de la UNSA               |
| Arequipa      | 2.°  | Sportivo Huracán             | Arequipa            | Raúl Obando          | Mariano Melgar                      |
| Ayacucho      | 1.°  | Los Audaces de Mayapo        | Llochegua           | Pedro Gonzales       | Monumental de Kimbiri               |
| Ayacucho      | 2.°  | Player Villafuerte           | Huanta              | César Espino         | Municipal Manuel Eloy Molina Robles |
| Cajamarca     | 1.°  | Real Jorge Leiva             | Cajamarca           | Carlos Chávarry      | Héroes de San Ramón                 |
| Cajamarca     | 2.°  | Las Palmas                   | Chota               | Raymundo Paz         | Ramón Castilla                      |
| Callao        | 1.°  | Yurimaguas                   | Ventanilla          | David Zapata         | Facundo Ramírez Aguilar             |
| Callao        | 2.°  | Sport Callao                 | Callao              | Rivelino Carassa     | Campolo Alcalde                     |
| Cusco         | 1.°  | Deportivo Garcilaso          | Cusco               | Juan José Morales    | Garcilaso de la Vega                |
| Cusco         | 2.°  | Deportivo Municipal          | Santa Ana           | Marco Medina         | Provincial de La Convención         |
| Huancavelica  | 1.°  | Diablos Rojos                | Huancavelica        | José Pari            | Monumental de Ascensión             |
| Huancavelica  | 2.°  | FC Huayrapata                | Lircay              | Víctor Menéndez      | Alberto Vargas                      |
| Huánuco       | 1.°  | Alianza Huánuco              | Huánuco             | Mifflin Bermúdez     | Heraclio Tapia                      |
| Huánuco       | 2.°  | León de Huánuco              | Huánuco             | Juan Chumpitaz       | Heraclio Tapia                      |
| Ica           | 1.°  | Unión San Martín             | Pisco               | Alejandro Mosayhuate | Inkari La Villa                     |
| Ica           | 2.°  | Parada de los Amigos         | Grocio Prado        | Ernesto Aguirre      | Municipal de Grocio Prado           |
| Junín         | 1.°  | Asociación Deportiva Tarma   | Tarma               | Elvis Farfán         | Unión Tarma                         |
| Junín         | 2.°  | Sport La Vid                 | Concepción          | Roberto Tristán      | Richard Müller Vozeler              |
| La Libertad   | 1.°  | Deportivo El Inca            | Chao                | José Ramírez Cubas   | San Luis                            |
| La Libertad   | 2.°  | Alfonso Ugarte               | Chicama             | Luis Cordero         | Municipal de Casagrande             |
| Lambayeque    | 1.°  | Juan Aurich Pastor           | Pítipo              | César Sánchez        | Municipal de Batángrande            |
| Lambayeque    | 2.°  | F. C. Carlos Stein           | José Leonardo Ortiz | Marcial Salazar      | Carlos Castañeda                    |
| Lima          | 1.°  | Defensor Laure Sur           | Chancay             | Marcial Rojas        | Rómulo Shaw Cisneros                |
| Lima          | 2.°  | Somos Olímpico               | Santiago de Surco   | Víctor Chávez        | Roberto Yáñez                       |
| Loreto        | 1.°  | Estudiantil CNI.             | Iquitos             | Jorge Machuca        | Max Augustín                        |
| Loreto        | 2.°  | Kola San Martín              | Punchana            | Romulo Melendez      | Max Augustín                        |
| Madre de Dios | 1.°  | Deportivo Maldonado.         | Tambopata           | Arnold Portocarrero  | IPD de Puerto Maldonado             |
| Madre de Dios | 2.°  | Minsa FBC                    | Tambopata           | Julio Pérez          | IPD de Puerto Maldonado             |
| Moquegua      | 1.°  | San Cristóbal.               | Samegua             | Marco Sánchez        | 25 de Noviembre                     |
| Moquegua      | 2.°  | Atlético Huracán             | Moquegua            | Octavio Vidales      | 25 de Noviembre                     |
| Pasco         | 1.°  | Deportivo Municipal          | Yanahuanca          | Aristóteles Ramos    | Municipal de Yanahuanca             |
| Pasco         | 2.°  | Alipio Ponce.                | Yanacancha          | Pablo Camargo        | Daniel Alcides Carrión              |
| Piura         | 1.°  | Atlético Grau                | Piura               | Mario Flores         | Municipal de Bernal                 |
| Piura         | 2.°  | Torino FC                    | Talara              | Segundo Gonzales     | Campeonísimo                        |
| Puno          | 1.°  | Alfonso Ugarte               | Puno                | Miguel Miranda       | Enrique Torres Belón                |
| Puno          | 2.°  | FC SIEN Carabaya             | Macusani            | Eusebio Salazar      | Municipal de Macusani               |
| San Martín    | 1.°  | José Carlos Mariátegui       | San Hilarión        | Luis Panta           | Carlos Vidaurre García              |
| San Martín    | 2.°  | Saposoa FC                   | Saposoa             | Ricardo García       | Gran Saposoa                        |
| Tacna         | 1.°  | Coronel Bolognesi            | Tacna               | Erick Torres         | Jorge Basadre                       |
| Tacna         | 2.°  | Mariscal Miller              | Tacna               | Frank Romero         | Jorge Basadre                       |
| Tumbes        | 1.°  | Independiente Aguas Verdes.  | Aguas Verdes        | Segundo Olivos       | Mariscal Cáceres                    |
| Tumbes        | 2.°  | Sport El Tablazo             | Tumbes              | William Vásquez      | Mariscal Cáceres                    |
| Ucayali       | 1.°  | Comandante Alvariño.         | Masisea             | Luis Ruiz            | Aliardo Soria                       |
| Ucayali       | 2.°  | Defensor San Alejandro       | Irázola             | Gregory Farfán       | Aliardo Soria                       |

#### Partidos
Para un mejor detalle de los partidos véase Fase Regular
| Fecha 1                    | Fecha 1   | Fecha 1                 | Fecha 1          | Fecha 1                    | Fecha 1          | Fecha 1 |
| Local                      | Resultado | Visitante               | Fecha            | Estadio                    | Ciudad           | Hora    |
| -------------------------- | --------- | ----------------------- | ---------------- | -------------------------- | ---------------- | ------- |
| EM Binacional              | 7 − 2     | Mariscal Miller         | 9 de septiembre  | Monumental de la UNSA      | Arequipa         | 13:00   |
| Alianza Universidad        | 1 - 0     | Defensor San Alejandro  | 9 de septiembre  | Heraclio Tapia             | Huánuco          | 15:00   |
| Deportivo Garcilaso        | 6 − 0     | Minsa FBC               | 9 de septiembre  | Garcilaso de la Vega       | Cusco            | 15:00   |
| Comandante Alvariño        | 1 - 1     | Kola San Martín         | 9 de septiembre  | Aliardo Soria              | Pucallpa         | 15:00   |
| Real Jorge Leiva           | 4 − 1     | Deportivo Sachapuyos    | 10 de septiembre | Héroes de San Ramón        | Cajamarca        | 11:30   |
| Juan Aurich Pastor         | 1 − 0     | Torino FC               | 10 de septiembre | Municipal de Batangrande   | Ferreñafe        | 12:00   |
| Yurimaguas                 | 0 − 1     | Parada de los Amigos    | 10 de septiembre | Facundo Ramírez Aguilar    | Callao           | 12:00   |
| Atlético Grau              | 5 − 0     | Sport El Tablazo        | 10 de septiembre | Municipal de Bernal        | Sechura          | 13:00   |
| José Carlos Mariátegui     | 3 - 2     | Alfonso Ugarte (Ch)     | 10 de septiembre | Carlos Vidaurre García     | Tarapoto         | 13:00   |
| San Cristóbal              | 3 − 2     | SIEN Carabaya           | 10 de septiembre | 25 de Noviembre            | Moquegua         | 13:30   |
| Coronel Bolognesi          | 1 - 0     | Atlético Huracán        | 10 de septiembre | Jorge Basadre              | Tacna            | 15:00   |
| José María Arguedas        | 2 − 0     | Player Villafuerte      | 10 de septiembre | Los Chankas                | Andahuaylas      | 15:00   |
| Deportivo Municipal (Y)    | 0 - 3     | León de Huánuco         | 10 de septiembre | Municipal                  | Yanahuanca       | 15:00   |
| Deportivo Maldonado        | 1 - 1     | Deportivo Municipal (Q) | 10 de septiembre | IPD                        | Puerto Maldonado | 15:00   |
| Los Audaces de Mayapo      | 1 − 0     | Miguel Grau             | 10 de septiembre | Monumental                 | Kimbiri          | 15:00   |
| Alfonso Ugarte (P)         | 1 - 2     | Sportivo Huracán        | 10 de septiembre | Enrique Torres Belón       | Puno             | 15:00   |
| Asociación Deportiva Tarma | 4 - 0     | Alipio Ponce            | 10 de septiembre | Unión Tarma                | Tarma            | 15:15   |
| Unión San Martín           | 1 - 0     | FC Huayrapata           | 10 de septiembre | Inkari de Túpac Amaru Inca | Pisco            | 15:20   |
| Estudiantil CNI            | 0 - 0     | Saposoa FC              | 10 de septiembre | Max Augustín               | Iquitos          | 15:30   |
| José Gálvez                | 3 - 0     | Somos Olímpico          | 10 de septiembre | Manuel Rivera Sánchez      | Chimbote         | 15:30   |
| Defensor Laure Sur         | 2 - 0     | Sport Callao            | 10 de septiembre | Rómulo Shaw Cisneros       | Chancay          | 15:30   |
| Deportivo El Inca          | 2 - 2     | Alianza Vicos           | 10 de septiembre | San Luis                   | Virú             | 15:30   |
| Independiente Aguas Verdes | 4 - 3     | Carlos Stein            | 10 de septiembre | Mariscal Cáceres           | Tumbes           | 16:00   |
| Diablos Rojos              | 2 - 1     | Sport La Vid            | 14 de septiembre | Monumental de Ascensión    | Ascensión        | 15:15   |
| Unión Santo Domingo        | 2 - 1     | Las Palmas              | 20 de septiembre | Gran Kuélap                | Chachapoyas      | 15:30   |

| Fecha 2                 | Fecha 2   | Fecha 2                    | Fecha 2           | Fecha 2                     | Fecha 2               | Fecha 2 |
| Local                   | Resultado | Visitante                  | Fecha             | Estadio                     | Ciudad                | Hora    |
| ----------------------- | --------- | -------------------------- | ----------------- | --------------------------- | --------------------- | ------- |
| Mariscal Miller         | 2 - 0     | San Cristóbal              | 16 de septiembre  | Jorge Basadre               | Tacna                 | 15:00   |
| Sportivo Huracán        | 1 - 1     | Coronel Bolognesi          | 16 de septiembre  | Municipal                   | Sachaca               | 15:30   |
| Sport Callao            | 1 - 1     | Unión San Martín           | ¨17 de septiembre | Campolo Alcalde             | Callao                | 11:00   |
| Torino FC               | 2 - 1     | Independiente Aguas Verdes | ¨17 de septiembre | Campeonísimo                | Talara                | 13:00   |
| Saposoa FC              | 1 - 1     | Unión Santo Domingo        | ¨17 de septiembre | Gran Saposoa                | Saposoa               | 13:00   |
| Player Villafuerte      | 1 - 0     | Diablos Rojos              | ¨17 de septiembre | Eloy Molina Robles          | Huanta                | 14:00   |
| Deportivo Municipal (Q) | 0 - 1     | José María Arguedas        | ¨17 de septiembre | Provincial de La Convención | Quillabamba           | 14:00   |
| Atlético Huracán        | 0 - 6     | EM Binacional              | ¨17 de septiembre | 25 de Noviembre             | Moquegua              | 15:00   |
| León de Huánuco         | 1 - 1     | Comandante Alvariño        | ¨17 de septiembre | Heraclio Tapia              | Huánuco               | 15:00   |
| Las Palmas              | 3 - 1     | Deportivo El Inca          | ¨17 de septiembre | Ramón Castilla              | Chota                 | 15:00   |
| Alipio Ponce            | 1 - 1     | Defensor Laure Sur         | ¨17 de septiembre | Daniel Alcides Carrión      | Cerro de Pasco        | 15:00   |
| SIEN Carabaya           | 5 - 1     | Deportivo Maldonado        | ¨17 de septiembre | Municipal                   | Macusani              | 15:00   |
| Sport La Vid            | 3 - 2     | Deportivo Municipal (Y)    | ¨17 de septiembre | Richard Müller Vozeler      | Concepción            | 15:15   |
| Deportivo Sachapuyos    | 2 - 4     | Atlético Grau              | ¨17 de septiembre | Gran Kuélap                 | Chachapoyas           | 15:30   |
| Sport El Tablazo        | 2 - 2     | Juan Aurich Pastor         | ¨17 de septiembre | Mariscal Cáceres            | Tumbes                | 15:30   |
| Carlos Stein            | 2 - 1     | Real Jorge Leiva           | ¨17 de septiembre | César Flores Marigorda      | Lambayeque            | 15:30   |
| Kola San Martín         | 2 - 1     | José Carlos Mariátegui     | ¨17 de septiembre | Max Augustín                | Iquitos               | 15:30   |
| Defensor San Alejandro  | 3 - 4     | Estudiantil CNI            | ¨17 de septiembre | Aliardo Soria               | Pucallpa              | 15:30   |
| Alianza Vicos           | 0 - 2     | Alianza Universidad        | ¨17 de septiembre | Carlos Mejía Reyes          | Carhuaz               | 15:30   |
| FC Huayrapata           | 0 - 1     | Asociación Deportiva Tarma | ¨17 de septiembre | Alberto Vargas              | Lircay                | 15:30   |
| Parada de los Amigos    | 2 - 3     | Los Audaces de Mayapo      | ¨17 de septiembre | Municipal de Grocio Prado   | Chincha               | 15:30   |
| Miguel Grau             | 2 - 1     | Deportivo Garcilaso        | ¨17 de septiembre | Municipal Maucacalle        | Tamburco              | 15:30   |
| Minsa FBC               | 0 - 1     | Alfonso Ugarte (P)         | ¨17 de septiembre | IPD                         | Puerto Maldonado      | 15:30   |
| Somos Olímpico          | 2 - 0     | Yurimaguas                 | ¨17 de septiembre | Roberto Yáñez               | San Vicente de Cañete | 15:30   |
| Alfonso Ugarte (Ch)     | 2 - 2     | José Gálvez                | ¨17 de septiembre | Municipal                   | Casa Grande           | 15:45   |

| Fecha 3                    | Fecha 3   | Fecha 3                 | Fecha 3          | Fecha 3                    | Fecha 3          | Fecha 3 |
| Local                      | Resultado | Visitante               | Fecha            | Estadio                    | Ciudad           | Hora    |
| -------------------------- | --------- | ----------------------- | ---------------- | -------------------------- | ---------------- | ------- |
| Deportivo Garcilaso        | 1 − 0     | Deportivo Municipal (Q) | 2 de septiembre  | Garcilaso de la Vega       | Cusco            | 11:00   |
| EM Binacional              | 2 - 2     | Sportivo Huracán        | 2 de septiembre  | Municipal                  | Mollendo         | 15:20   |
| José María Arguedas        | 2 - 0     | Miguel Grau             | 2 de septiembre  | Los Chankas                | Andahuaylas      | 15:30   |
| Comandante Alvariño        | 1 - 2     | Defensor San Alejandro  | 2 de septiembre  | Aliardo Soria              | Pucallpa         | 15:30   |
| Real Jorge Leiva           | 1 - 2     | Las Palmas              | 24 de septiembre | Héroes de San Ramón        | Cajamarca        | 11:30   |
| Juan Aurich Pastor         | 3 - 0     | Carlos Stein            | 24 de septiembre | Municipal de Batangrande   | Ferreñafe        | 12:00   |
| Atlético Grau              | 1 - 1     | Torino FC               | 24 de septiembre | Municipal de Bernal        | Sechura          | 13:00   |
| Los Audaces de Mayapo      | 6 - 0     | Player Villafuerte      | 24 de septiembre | Monumental                 | Kimbiri          | 13:00   |
| José Carlos Mariátegui     | 2 - 1     | Saposoa FC              | 24 de septiembre | Municipal                  | Picota           | 15:00   |
| Alianza Universidad        | 1 - 1     | León de Huánuco         | 24 de septiembre | Heraclio Tapia             | Huánuco          | 15:00   |
| Deportivo Municipal (Y)    | 0 - 1     | Alipio Ponce            | 24 de septiembre | Municipal                  | Yanahuanca       | 15:00   |
| Yurimaguas                 | 1 - 1     | Sport Callao            | 24 de septiembre | Facundo Ramírez Aguilar    | Callao           | 15:00   |
| Deportivo Maldonado        | 4 - 1     | Minsa FBC               | 24 de septiembre | IPD                        | Puerto Maldonado | 15:00   |
| San Cristóbal              | 2 - 0     | Atlético Huracán        | 24 de septiembre | 25 de Noviembre            | Moquegua         | 15:00   |
| Alfonso Ugarte (P)         | 4 − 1     | SIEN Carabaya           | 24 de septiembre | Enrique Torres Belón       | Puno             | 15:00   |
| Coronel Bolognesi          | 1 - 1     | Mariscal Miller         | 24 de septiembre | Jorge Basadre              | Tacna            | 15:00   |
| Estudiantil CNI            | 0 - 1     | Kola San Martín         | 24 de septiembre | Max Augustín               | Iquitos          | 15:30   |
| Independiente Aguas Verdes | 3 - 1     | Sport El Tablazo        | 24 de septiembre | 24 de julio                | Zarumilla        | 15:30   |
| Unión Santo Domingo        | 1 - 2     | Deportivo Sachapuyos    | 24 de septiembre | Gran Kuélap                | Chachapoyas      | 15:30   |
| Defensor Laure Sur         | 2 - 1     | Somos Olímpico          | 24 de septiembre | Rómulo Shaw Cisneros       | Chancay          | 15:30   |
| Diablos Rojos              | 4 - 0     | FC Huayrapata           | 24 de septiembre | Monumental                 | Ascensión        | 15:30   |
| Unión San Martín           | 0 - 0     | Parada de los Amigos    | 24 de septiembre | Inkari de Túpac Amaru Inca | Pisco            | 15:30   |
| Asociación Deportiva Tarma | 1 - 1     | Sport La Vid            | 24 de septiembre | Unión Tarma                | Tarma            | 15:30   |
| Deportivo El Inca          | 0 - 3     | Alfonso Ugarte (Ch)     | 24 de septiembre | San Luis                   | Virú             | 15:45   |
| José Gálvez                | 2 - 0     | Alianza Vicos           | 24 de septiembre | Manuel Rivera Sánchez      | Chimbote         | 15:45   |

| Fecha 4                 | Fecha 4   | Fecha 4                    | Fecha 4          | Fecha 4                     | Fecha 4          | Fecha 4 |
| Local                   | Resultado | Visitante                  | Fecha            | Estadio                     | Ciudad           | Hora    |
| ----------------------- | --------- | -------------------------- | ---------------- | --------------------------- | ---------------- | ------- |
| Sport Callao            | 2 − 0     | Yurimaguas                 | 27 de septiembre | Campolo Alcalde             | Callao           | 11:00   |
| Carlos Stein            | 1 − 0     | Juan Aurich Pastor         | 27 de septiembre | Francisco Mendoza Pizarro   | Olmos            | 13:00   |
| Alfonso Ugarte (Ch)     | 1 − 1     | Deportivo El Inca          | 27 de septiembre | Municipal de Casa Grande    | Casa Grande      | 13:00   |
| Las Palmas              | 0 − 0     | Real Jorge Leiva           | 27 de septiembre | Ramón Castilla              | Chota            | 15:00   |
| Saposoa FC              | 0 − 2     | José Carlos Mariátegui     | 27 de septiembre | Gran Sapososa               | Saposoa          | 15:00   |
| León de Huánuco         | 2 − 0     | Alianza Universidad        | 27 de septiembre | Heraclio Tapia              | Huánuco          | 15:00   |
| Alipio Ponce            | 2 − 2     | Deportivo Municipal (Y)    | 27 de septiembre | Daniel Alcides Carrión      | Cerro de Pasco   | 15:00   |
| Deportivo Municipal (Q) | 2 − 2     | Deportivo Garcilaso        | 27 de septiembre | Provincial de La Convención | Quillabamba      | 15:00   |
| Player Villafuerte      | 3 − 1     | Los Audaces de Mayapo      | 27 de septiembre | Eloy Molina Robles          | Huanta           | 15:00   |
| Minsa FBC               | 5 − 3     | Deportivo Maldonado        | 27 de septiembre | IPD                         | Puerto Maldonado | 15:00   |
| SIEN Carabaya           | 3 − 0     | Alfonso Ugarte (P)         | 27 de septiembre | Municipal                   | Macusani         | 15:00   |
| Sport La Vid            | 2 − 0     | Asociación Deportiva Tarma | 27 de septiembre | Huancayo                    | Huancayo         | 15:15   |
| Atlético Huracán        | 2 − 2     | San Cristóbal              | 27 de septiembre | 25 de Noviembre             | Moquegua         | 15:15   |
| Sport El Tablazo        | 3 − 7     | Independiente Aguas Verdes | 27 de septiembre | Mariscal Cáceres            | Tumbes           | 15:30   |
| Deportivo Sachapuyos    | 1 − 0     | Unión Santo Domingo        | 27 de septiembre | Kuélap                      | Chachapoyas      | 15:30   |
| Defensor San Alejandro  | 1 − 0     | Comandante Alvariño        | 27 de septiembre | Aliardo Soria               | Pucallpa         | 15:30   |
| Alianza Vicos           | 1 − 3     | José Gálvez                | 27 de septiembre | Carlos Mejía Reyes          | Carhuaz          | 15:30   |
| Sportivo Huracán        | 1 − 0     | EM Binacional              | 27 de septiembre | Mariano Melgar              | Arequipa         | 15:30   |
| Parada de los Amigos    | 2 − 1     | Unión San Martín           | 27 de septiembre | Municipal de Grocio Prado   | Chincha          | 15:30   |
| Mariscal Miller         | 0 − 2     | Coronel Bolognesi          | 27 de septiembre | Jorge Basadre               | Tacna            | 15:30   |
| Torino FC               | 0 − 2     | Atlético Grau              | 27 de septiembre | Campeonísimo                | Talara           | 15:30   |
| FC Huayrapata           | 1 − 4     | Diablos Rojos              | 27 de septiembre | Alberto Vargas              | Lircay           | 15:30   |
| Somos Olímpico          | 3 − 1     | Defensor Laure Sur         | 27 de septiembre | Julio Montjoy Guizado       | Lima             | 15:30   |
| Miguel Grau             | 2 − 0     | José María Arguedas        | 27 de septiembre | Municipal Maucacalle        | Tamburco         | 16:00   |
| Kola San Martín         | 0 − 1     | Estudiantil CNI            | 27 de septiembre | Max Augustín                | Iquitos          | 20:00   |

| Fecha 5                    | Fecha 5   | Fecha 5                 | Fecha 5          | Fecha 5                    | Fecha 5          | Fecha 5 |
| Local                      | Resultado | Visitante               | Fecha            | Estadio                    | Ciudad           | Hora    |
| -------------------------- | --------- | ----------------------- | ---------------- | -------------------------- | ---------------- | ------- |
| EM Binacional              | 3 − 1     | Atlético Huracán        | 30 de septiembre | Monumental de la UNSA      | Arequipa         | 13:00   |
| Deportivo Garcilaso        | 0 − 1     | Miguel Grau             | 30 de septiembre | Garcilaso de la Vega       | Cusco            | 15:15   |
| Yurimaguas                 | 1 - 3     | Somos Olímpico          | 30 de septiembre | Facundo Ramírez Aguilar    | Callao           | 16:00   |
| Real Jorge Leiva           | 0 - 2     | Carlos Stein            | 1 de octubre     | Héroes de San Ramón        | Cajamarca        | 11:30   |
| Juan Aurich Pastor         | 5 − 1     | Sport El Tablazo        | 1 de octubre     | Municipal de Batangrande   | Ferreñafe        | 12:00   |
| Atlético Grau              | 2 − 0     | Deportivo Sachapuyos    | 1 de octubre     | Municipal de Bernal        | Sechura          | 13:00   |
| San Cristóbal              | 5 − 1     | Mariscal Miller         | 1 de octubre     | 25 de Noviembre            | Moquegua         | 13:00   |
| Independiente Aguas Verdes | 2 - 1     | Torino FC               | 1 de octubre     | 24 de julio                | Zarumilla        | 15:00   |
| José Carlos Mariátegui     | 5 − 2     | Kola San Martín         | 1 de octubre     | Carlos Vidaurre            | Tarapoto         | 15:00   |
| Alianza Universidad        | 2 - 0     | Alianza Vicos           | 1 de octubre     | Heraclio Tapia             | Huánuco          | 15:00   |
| Los Audaces de Mayapo      | 3 − 1     | Parada de los Amigos    | 1 de octubre     | Monumental                 | Kimbiri          | 15:00   |
| Alfonso Ugarte (P)         | 5 − 0     | Minsa FBC               | 1 de octubre     | Enrique Torres Belón       | Puno             | 15:00   |
| Asociación Deportiva Tarma | 3 - 0     | FC Huayrapata           | 1 de octubre     | Unión Tarma                | Tarma            | 15:15   |
| Coronel Bolognesi          | 2 - 0     | Sportivo Huracán        | 1 de octubre     | Jorge Basadre              | Tacna            | 15:20   |
| Estudiantil CNI            | 1 - 0     | Defensor San Alejandro  | 1 de octubre     | Max Augustín               | Iquitos          | 15:30   |
| Unión Santo Domingo        | 6 - 0     | Saposoa FC              | 1 de octubre     | Gran Kuélap                | Chachapoyas      | 15:30   |
| Comandante Alvariño        | 4 - 1     | León de Huánuco         | 1 de octubre     | Aliardo Soria              | Pucallpa         | 15:30   |
| Deportivo Municipal (Y)    | 1 - 2     | Sport La Vid            | 1 de octubre     | Municipal                  | Yanahuanca       | 15:30   |
| Defensor Laure Sur         | 5 - 0     | Alipio Ponce            | 1 de octubre     | Rómulo Shaw Cisneros       | Chancay          | 15:30   |
| Unión San Martín           | 1 - 0     | Sport Callao            | 1 de octubre     | Inkari de Túpac Amaru Inca | Pisco            | 15:30   |
| Diablos Rojos              | 5 - 1     | Player Villafuerte      | 1 de octubre     | Monumental                 | Ascensión        | 15:30   |
| José María Arguedas        | 6 - 0     | Deportivo Municipal (Q) | 1 de octubre     | Los Chankas                | Andahuaylas      | 15:30   |
| Deportivo Maldonado        | 1 − 3     | SIEN Carabaya           | 1 de octubre     | IPD                        | Puerto Maldonado | 15:30   |
| Deportivo El Inca          | 1 - 2     | Las Palmas              | 1 de octubre     | San Luis                   | Virú             | 15:45   |
| José Gálvez                | 2 - 1     | Alfonso Ugarte (Ch)     | 1 de octubre     | Manuel Rivera Sánchez      | Chimbote         | 15:45   |

| Fecha 6                 | Fecha 6   | Fecha 6                    | Fecha 6      | Fecha 6                     | Fecha 6          | Fecha 6 |
| Local                   | Resultado | Visitante                  | Fecha        | Estadio                     | Ciudad           | Hora    |
| ----------------------- | --------- | -------------------------- | ------------ | --------------------------- | ---------------- | ------- |
| Sport Callao            | 2 − 3     | Defensor Laure Sur         | 7 de octubre | Campolo Alcalde             | Callao           | 14:00   |
| Mariscal Miller         | 1 − 5     | EM Binacional              | 7 de octubre | Jorge Basadre               | Tacna            | 15:20   |
| Defensor San Alejandro  | 0 − 2     | Alianza Universidad        | 7 de octubre | Aliardo Soria               | Pucallpa         | 15:30   |
| Sportivo Huracán        | 0 − 2     | Alfonso Ugarte (P)         | 7 de octubre | Mariano Melgar              | Arequipa         | 15:30   |
| Torino FC               | 3 − 1     | Juan Aurich Pastor         | 8 de octubre | Campeonísimo                | Talara           | 13:00   |
| Carlos Stein            | 3 − 0     | Independiente Aguas Verdes | 8 de octubre | Municipal de la Juventud    | Chongoyape       | 13:00   |
| Deportivo Sachapuyos    | 3 − 0     | Real Jorge Leiva           | 8 de octubre | Gran Kuélap                 | Chachapoyas      | 15:00   |
| Las Palmas              | 2 − 1     | Unión Santo Domingo        | 8 de octubre | Ramón Castilla              | Chota            | 15:00   |
| Atlético Huracán        | 0 − 3     | Coronel Bolognesi          | 8 de octubre | 25 de Noviembre             | Moquegua         | 15:00   |
| Alipio Ponce            | 0 − 2     | Asociación Deportiva Tarma | 8 de octubre | Daniel Alcides Carrión      | Cerro de Pasco   | 15:00   |
| SIEN Carabaya           | 2 − 0     | San Cristóbal              | 8 de octubre | Municipal                   | Macusani         | 15:00   |
| León de Huánuco         | 3 − 1     | Deportivo Municipal (Y)    | 8 de octubre | Heraclio Tapia              | Huánuco          | 15:00   |
| Minsa FBC               | 0 − 4     | Deportivo Garcilaso        | 8 de octubre | IPD                         | Puerto Maldonado | 15:00   |
| Deportivo Municipal (Q) | 3 − 2     | Deportivo Maldonado        | 8 de octubre | Provincial de La Convención | Quillabamba      | 15:00   |
| Player Villafuerte      | 1 − 4     | José María Arguedas        | 8 de octubre | Eloy Molina Robles          | Huanta           | 15:00   |
| Sport La Vid            | 1 − 1     | Diablos Rojos              | 8 de octubre | Huancayo                    | Huancayo         | 15:15   |
| Somos Olímpico          | 2 − 1     | José Gálvez                | 8 de octubre | El Ermitaño                 | Lima             | 15:30   |
| Saposoa FC              | 0 − 3     | Estudiantil CNI            | 8 de octubre | Gran Saposoa                | Saposoa          | 15:30   |
| Alianza Vicos           | 1 − 3     | Deportivo El Inca          | 8 de octubre | Carlos Mejía Reyes          | Carhuaz          | 15:30   |
| Kola San Martín         | 1 − 3     | Comandante Alvariño        | 8 de octubre | Max Augustín                | Iquitos          | 15:30   |
| Parada de los Amigos    | 5 − 0     | Yurimaguas                 | 8 de octubre | Municipal de Grocio Prado   | Chincha          | 15:30   |
| Miguel Grau             | 2 − 0     | Los Audaces de Mayapo      | 8 de octubre | Municipal Maucacalle        | Tamburco         | 15:30   |
| FC Huayrapata           | 0 − 3     | Unión San Martín           | 8 de octubre | Alberto Vargas              | Lircay           | 15:30   |
| Alfonso Ugarte (Ch)     | 2 − 1     | José Carlos Mariátegui     | 8 de octubre | Municipal                   | Cartavio         | 15:45   |
| Sport El Tablazo        | 0 − 5     | Atlético Grau              | 8 de octubre | Mariscal Cáceres            | Tumbes           | 16:00   |

#### Tabla de posiciones
- Actualizado el 9 de octubre de 2017.[30]

| Pos. | Club                         | PJ | PG | PE | PP | GF | GC | DG  | Pts. | Clasificado a |
| ---- | ---------------------------- | -- | -- | -- | -- | -- | -- | --- | ---- | ------------- |
| 1    | Atlético Grau                | 6  | 5  | 1  | 0  | 19 | 3  | +16 | 16   | Segunda ronda |
| 2    | José María Arguedas          | 6  | 5  | 0  | 1  | 15 | 3  | +12 | 15   | Segunda ronda |
| 3    | Independiente Aguas Verdes   | 6  | 5  | 0  | 1  | 19 | 11 | +8  | 15   | Segunda ronda |
| 4    | Coronel Bolognesi            | 6  | 4  | 2  | 0  | 10 | 2  | +8  | 14   | Segunda ronda |
| 5    | Defensor Laure Sur           | 6  | 4  | 1  | 1  | 14 | 7  | +7  | 13   | Segunda ronda |
| 6    | José Gálvez                  | 6  | 4  | 1  | 1  | 13 | 6  | +7  | 13   | Segunda ronda |
| 7    | Estudiantil CNI              | 6  | 4  | 1  | 1  | 9  | 4  | +5  | 13   | Segunda ronda |
| 8    | Diablos Rojos                | 6  | 4  | 1  | 1  | 16 | 5  | +11 | 13   | Segunda ronda |
| 9    | Las Palmas                   | 6  | 4  | 1  | 1  | 10 | 6  | +4  | 13   | Primera ronda |
| 10   | Alianza Universidad          | 6  | 4  | 1  | 1  | 8  | 3  | +5  | 13   | Primera ronda |
| 11   | Asociación Deportiva Tarma   | 6  | 4  | 1  | 1  | 12 | 5  | +7  | 13   | Primera ronda |
| 12   | Escuela Municipal Binacional | 6  | 4  | 1  | 1  | 23 | 7  | +16 | 13   | Primera ronda |
| 13   | Miguel Grau                  | 6  | 4  | 0  | 2  | 7  | 4  | +3  | 12   | Primera ronda |
| 14   | Los Audaces de Mayapo        | 6  | 4  | 0  | 2  | 14 | 8  | +6  | 12   | Primera ronda |
| 15   | FC SIEN Carabaya             | 6  | 4  | 0  | 2  | 16 | 9  | +7  | 12   | Primera ronda |
| 16   | Somos Olímpico               | 6  | 4  | 0  | 2  | 11 | 8  | +3  | 12   | Primera ronda |
| 17   | Carlos Stein                 | 6  | 4  | 0  | 2  | 11 | 8  | +3  | 12   | Primera ronda |
| 18   | Alfonso Ugarte (P)           | 6  | 4  | 0  | 2  | 13 | 6  | +7  | 12   | Primera ronda |
| 19   | José Carlos Mariátegui       | 6  | 4  | 0  | 2  | 14 | 9  | +5  | 12   | Primera ronda |
| 20   | Sport La Vid                 | 6  | 3  | 2  | 1  | 10 | 7  | +3  | 11   | Primera ronda |
| 21   | León de Huánuco              | 6  | 3  | 2  | 1  | 11 | 8  | +3  | 11   | Primera ronda |
| 22   | Unión San Martín             | 6  | 3  | 2  | 1  | 8  | 5  | 3   | 11   | Primera ronda |
| 23   | Juan Aurich Pastor           | 6  | 3  | 1  | 2  | 12 | 7  | +5  | 10   | Primera ronda |
| 24   | San Cristóbal                | 6  | 3  | 1  | 2  | 12 | 9  | +3  | 10   | Primera ronda |
| 25   | Deportivo Garcilaso          | 6  | 3  | 1  | 2  | 14 | 5  | +9  | 10   |               |
| 26   | Parada de los Amigos         | 6  | 3  | 1  | 2  | 11 | 7  | +4  | 10   |               |
| 27   | Sachapuyos                   | 6  | 3  | 0  | 3  | 9  | 11 | −2  | 9    |               |
| 28   | Sportivo Huracán             | 6  | 2  | 2  | 2  | 6  | 8  | −2  | 8    |               |
| 29   | Alfonso Ugarte de Chiclín    | 6  | 2  | 2  | 2  | 11 | 9  | +2  | 8    |               |
| 30   | Comandante Alvariño          | 6  | 2  | 2  | 2  | 10 | 7  | +3  | 8    |               |
| 31   | Kola San Martín              | 6  | 2  | 1  | 3  | 7  | 11 | −4  | 7    |               |
| 32   | Unión Santo Domingo          | 6  | 2  | 1  | 3  | 11 | 7  | +4  | 7    |               |
| 33   | Player Villafuerte           | 6  | 2  | 0  | 4  | 6  | 19 | −13 | 6    |               |
| 34   | Defensor San Alejandro       | 6  | 2  | 0  | 4  | 6  | 9  | −3  | 6    |               |
| 35   | Sport Callao                 | 6  | 1  | 2  | 3  | 6  | 8  | −2  | 5    |               |
| 36   | Deportivo Municipal (Q)      | 6  | 1  | 2  | 3  | 6  | 13 | −7  | 5    |               |
| 37   | Alipio Ponce                 | 6  | 1  | 2  | 3  | 2  | 12 | –10 | 5    |               |
| 38   | Deportivo El Inca            | 6  | 1  | 2  | 3  | 8  | 12 | −4  | 5    |               |
| 39   | Torino FC                    | 6  | 1  | 1  | 4  | 5  | 10 | −5  | 4    |               |
| 40   | Mariscal Miller              | 6  | 1  | 1  | 4  | 7  | 20 | –13 | 4    |               |
| 41   | Real Jorge Leiva             | 6  | 1  | 1  | 4  | 6  | 10 | −4  | 4    |               |
| 42   | Deportivo Maldonado          | 6  | 1  | 1  | 4  | 12 | 18 | −6  | 4    |               |
| 43   | Minsa FBC                    | 6  | 1  | 0  | 5  | 6  | 23 | –17 | 3    |               |
| 44   | Saposoa FC                   | 6  | 0  | 2  | 4  | 2  | 14 | –12 | 2    |               |
| 45   | Deportivo Municipal (Y)      | 6  | 0  | 1  | 5  | 6  | 13 | −7  | 1    |               |
| 46   | Atlético Huracán             | 6  | 0  | 1  | 6  | 3  | 16 | −13 | 1    |               |
| 47   | Sport El Tablazo             | 6  | 0  | 1  | 5  | 7  | 27 | –20 | 1    |               |
| 48   | Alianza Vicos                | 6  | 0  | 1  | 5  | 4  | 14 | −10 | 1    |               |
| 49   | Yurimaguas                   | 6  | 0  | 1  | 5  | 2  | 14 | −12 | 1    |               |
| 50   | FC Huayrapata                | 6  | 0  | 0  | 6  | 5  | 18 | −13 | 0    |               |

### Primera ronda
Para un mejor detalle de los partidos véase Primera ronda
La primera ronda (también llamada ronda de repechajes) la jugaron los clubes que se ubicaron entre las posiciones 9 y 24 en la fase regular. Los 16 clubes se emparejaron en 8 llaves, las cuales se jugaron en partidos de ida y vuelta. En caso de que dos equipos igualen en el número de puntos y goles; se clasificaró aquel que haya marcado más goles como visitante. De persistir la igualdad, avanzó aquel que estuvo mejor ubicado en la tabla nacional.
Según las bases, los clubes ubicados entre las posiciones 9 y 16 tuvieron la libertad de elegir a su rival (un club de entre las posiciones 17 y 24) basándose en el criterio de cercanía geográfica. Además, podían elegir el orden de los partidos. Sin embargo se optó por armar las llaves enfrentando al 9 contra el 24, al 10 contra el 23 y así sucesivamente.

Entre paréntesis se muestra la posición obtenida por cada equipo en la fase regular.
| Local ida                   | Global | Local vuelta                    | Ida   | Vuelta |
| --------------------------- | ------ | ------------------------------- | ----- | ------ |
| San Cristóbal (24)          | 1 − 4  | (9) Las Palmas                  | 1 − 2 | 0 − 2  |
| Juan Aurich Pastor (23)     | 5 − 2  | (10) Alianza Universidad        | 2 − 2 | 3 − 0  |
| Unión San Martín (22)       | 2 − 1  | (11) Asociación Deportiva Tarma | 1 − 0 | 1 − 1  |
| León de Huánuco (21)        | 2 − 11 | (12) EM Binacional              | 1 − 3 | 1 − 8  |
| Sport La Vid (20)           | 3 − 3  | (13) Miguel Grau                | 2 − 0 | 1 − 3  |
| José Carlos Mariátegui (19) | 5 − 4  | (14) Los Audaces de Mayapo      | 2 − 0 | 3 − 4  |
| SIEN Carabaya (15)          | 3 − 9  | (18) Alfonso Ugarte (P)         | 2 − 4 | 1 − 5  |
| Somos Olímpico (16)         | 3 − 4  | (17) Carlos Stein               | 3 − 0 | 0 − 4  |

### Segunda ronda
Para un mejor detalle de los partidos véase Segunda ronda
La segunda ronda (también llamada octavos de final) la jugaron los clubes que se ubicaron entre las posiciones 1 y 8 de la fase regular más los 8 clasificados de la primera ronda. Los 16 clubes se emparejaron en 8 llaves, las cuales se jugaron en partidos de ida y vuelta. En caso de que dos equipos igualen en el número de puntos y goles; se clasificó aquel que haya marcado más goles como visitante. De persistir la igualdad, avanzó aquel que estuvo mejor ubicado en la tabla nacional.

Entre paréntesis se muestra la posición obtenida por cada equipo en la fase regular. 
| Local ida                   | Global | Local vuelta                   | Ida   | Vuelta |
| --------------------------- | ------ | ------------------------------ | ----- | ------ |
| Carlos Stein (17)           | 2 − 3  | (1) Atlético Grau              | 1 − 2 | 1 − 1  |
| Alfonso Ugarte (18)         | 3 − 3  | (2) José María Arguedas        | 3 − 0 | 0 − 3  |
| José Carlos Mariátegui (19) | 3 − 3  | (3) Independiente Aguas Verdes | 2 − 0 | 1 − 3  |
| Sport La Vid (20)           | 2 − 2  | (4) Coronel Bolognesi          | 1 − 1 | 1 − 1  |
| EM Binacional (12)          | 5 − 2  | (5) Defensor Laure Sur         | 4 − 0 | 1 − 2  |
| Unión San Martín (22)       | 3 − 1  | (6) José Gálvez                | 2 − 0 | 1 − 1  |
| Juan Aurich Pastor (23)     | 1 − 2  | (7) Estudiantil CNI            | 1 − 0 | 0 − 2  |
| Diablos Rojos (8)           | 0 − 5  | (9) Las Palmas                 | 0 − 1 | 0 − 4  |

### Tercera ronda
Para un mejor detalle de los partidos véase Tercera ronda
| Local ida               | Global | Local vuelta                | Ida   | Vuelta |
| ----------------------- | ------ | --------------------------- | ----- | ------ |
| José María Arguedas (2) | 4 − 4  | (1) Atlético Grau           | 4 − 0 | 0 − 4  |
| Coronel Bolognesi (4)   | 2 − 5  | (19) José Carlos Mariátegui | 2 − 1 | 0 − 4  |
| Unión San Martín (22)   | 2 − 5  | (12) EM Binacional          | 1 − 1 | 1 − 4  |
| Las Palmas (9)          | 3 − 3  | (7) Estudiantil CNI         | 3 − 2 | 0 − 1  |

### Cuadrangular final
Los criterios de clasificación para la tabla final del cuadrangular son:
1. Mayor cantidad de puntos.
2. Mejor diferencia de goles.
3. Mejor ubicación en la tabla nacional.[32]

- Actualizado el 29 de noviembre de 2017.

| Pos. | Equipo                       | PJ | PG | PE | PP | GF | GC | DG | Pts. | Clasificado a                   |
| ---- | ---------------------------- | -- | -- | -- | -- | -- | -- | -- | ---- | ------------------------------- |
| 1    | Escuela Municipal Binacional | 3  | 2  | 1  | 0  | 6  | 1  | +5 | 7    | Campeonato Descentralizado 2018 |
| 2    | Atlético Grau                | 3  | 2  | 1  | 0  | 5  | 2  | +3 | 7    | Segunda División 2018           |
| 3    | Estudiantil CNI              | 3  | 1  | 0  | 2  | 2  | 5  | -3 | 3    |                                 |
| 4    | José Carlos Mariátegui       | 3  | 0  | 0  | 3  | 4  | 9  | -5 | 0    |                                 |

#### Evolución de las clasificaciones
| Jornada                | 1 | 2 | 3 |
| Equipo                 |   |   |   |
| ---------------------- | - | - | - |
| EM Binacional          | 1 | 1 | 1 |
| Atlético Grau          | 2 | 2 | 2 |
| Estudiantil CNI        | 3 | 3 | 3 |
| José Carlos Mariátegui | 4 | 4 | 4 |

#### Partidos
Para un mejor detalle de los partidos véase Cuadrangular final
| Fecha 1                      | Fecha 1   | Fecha 1                | Fecha 1           | Fecha 1        | Fecha 1 | Fecha 1             |
| Local                        | Resultado | Visita                 | Estadio           | Fecha          | Hora    | TV                  |
| ---------------------------- | --------- | ---------------------- | ----------------- | -------------- | ------- | ------------------- |
| Escuela Municipal Binacional | 4 − 1     | José Carlos Mariátegui | Iván Elías Moreno | 3 de diciembre | 13:30   | Gol Perú (diferido) |
| Atlético Grau                | 2 − 0     | Estudiantil CNI        | Iván Elías Moreno | 3 de diciembre | 15:30   | Gol Perú (diferido) |

| Fecha 2                      | Fecha 2   | Fecha 2         | Fecha 2           | Fecha 2        | Fecha 2 | Fecha 2  |
| Local                        | Resultado | Visita          | Estadio           | Fecha          | Hora    | TV       |
| ---------------------------- | --------- | --------------- | ----------------- | -------------- | ------- | -------- |
| José Carlos Mariátegui       | 1 − 2     | Estudiantil CNI | Iván Elías Moreno | 6 de diciembre | 13:30   | Gol Perú |
| Escuela Municipal Binacional | 0 − 0     | Atlético Grau   | Iván Elías Moreno | 6 de diciembre | 15:30   | Gol Perú |

| Fecha 3                      | Fecha 3   | Fecha 3         | Fecha 3  | Fecha 3         | Fecha 3 | Fecha 3  |
| Local                        | Resultado | Visita          | Estadio  | Fecha           | Hora    | TV       |
| ---------------------------- | --------- | --------------- | -------- | --------------- | ------- | -------- |
| José Carlos Mariátegui       | 2 − 3     | Atlético Grau   | Nacional | 10 de diciembre | 14:00   | Gol Perú |
| Escuela Municipal Binacional | 2 − 0     | Estudiantil CNI | Nacional | 10 de diciembre | 16:00   | Gol Perú |

|                                         |
| Campeón                                 |
| Escuela Municipal Binacional 1.º título |

## Goleadores
A continuación se muestra una lista con los máximos goleadores del torneo. Solo se han tomado en cuenta los goles marcados en la etapa Nacional. 
- Actualizado el 11 de diciembre 2017.[33]

| Pos. | Jugador              | Equipo                       | Goles |
| ---- | -------------------- | ---------------------------- | ----- |
| 1    | Deiber Peña          | José Carlos Mariátegui       | 10    |
| 2    | Jack Durán           | Escuela Municipal Binacional | 9     |
| 3    | Carlos León          | Carlos Stein                 | 8     |
| 3    | Javier Carnero       | Escuela Municipal Binacional | 8     |
| 4    | Andy Polar           | Escuela Municipal Binacional | 7     |
| 4    | Jonathan Sauñe       | Sport La Vid                 | 7     |
| 4    | Anderson Sinchitullo | Los Audaces de Mayapo        | 7     |
| 4    | Yoffré Vásquez       | Atlético Grau                | 7     |